# Morje
Morje – wieś w Słowenii, w gminie Rače-Fram. W 2018 roku liczyła 1128 mieszkańców.